# Maureen Vanherberghen
Maureen Vanherberghen (Leuven, 3 november 1987) is een Belgische zangeres en presentatrice.

## Biografie
Vanherberghen werd geboren in Leuven en groeide op in Hoegaarden. Ze studeerde communicatiewetenschappen aan de Katholieke Universiteit Leuven. Ze liet voor een groter publiek voor het eerst van zich horen tijdens het VTM-programma Idool 2011 en ging erna vooral als solozangeres verder. Zo zong ze in augustus 2011 de titelsong van de Vlaamse soapserie Familie in, die daarop meer dan drie jaar gebruikt werd. In de zomer van 2013 was ze meter van het kidsfestival Your'in en aan het eind dat jaar werd ze lid van De KetnetBand.
Sinds 2013 presenteerde Vanherberghen verschillende programma's op Ketnet, de jeugdzender van de VRT. Zo was ze onder meer te zien in Helden, Helden van de race, Sing that song @ Ketnet en Broodje Kaas. In 2015 speelde ze mee in de jeugdfilm Helden van de Zee. In 2017 speelde ze mee in D5R: de film.
In het voorjaar van 2016 volgde Vanherberghen de Q-academy, de interne radio-opleiding van de Vlaamse commerciële zender Qmusic. Van daaruit presenteerde ze er tussen september en december van dat jaar zeven uitzendingen van het nachtblok Insomnia. Tussendoor was ze in de zomer wekelijks te zien als reporter in 1000 zonnen op Eén. Eind juli 2017 keerde ze terug op Qmusic en presenteerde ze enkele uitzendingen van het zomerse avondblok Aftersun. Van september 2017 tot juni 2018 had ze bij Qmusic wekelijks een vast programma op zaterdagvoormiddag. Vanaf september 2018 presenteerde ze er iedere werkdag het middagprogramma Vrije Radio. Midden 2023 verliet ze Qmusic en stapte ze over naar MNM, waar ze sindsdien op weekdagen in de namiddag presenteert.
In 2022 nam ze deel aan De Verraders op VTM. Sinds 2023 is ze sporadisch te zien als inspecteur Marlies Kennis in Familie, waar ze o.a. de verdwijning van Koen onderzocht, die vertolkt werd door haar eigen vriend, Sieg De Doncker.
In het najaar van 2023 nam ze deel aan De Slimste Mens ter Wereld en kon ze zich na vijf afleveringen (waarvan ze er drie won) plaatsen voor de finaleweken. Ze werd 7e in de eindrangschikking.

## Televisie
- Idool (2011) - als kandidaat
- Helden (2012) - als zichzelf
- Helden van de race (2016) - als zichzelf
- 1000 zonnen (2016) - als reporter
- Helden van de race aan zee - als zichzelf
- Olly Wannabe (2018) - als zichzelf
- Helden van de sneeuw (2019) - als zichzelf
- Heldentoeren (2020) - als zichzelf
- Vlaanderen Vakantieland (2021-heden) - als presentatrice
- Snackmasters (2021) - als kandidaat (met Sieg De Doncker)
- De verraders (2022) - als zichzelf
- Familie (2023, 2024, 2025-heden) - als inspecteur Marlies Kennis
- De Slimste Mens ter Wereld (2023) - als zichzelf
- De Warmste Week (2024) - als presentatrice

## Film
- Helden van de zee (2016) - als zichzelf
- D5R: de film (2017) - als zichzelf
- Helden Boven Alles (2017) - als zichzelf

## Musical
- Ketnetmusical TROEP! (2019) - als Claire

## Muziek
- Jeugdboekenmaand-lied (2024): 'Lezen, dat is sporten en spelen met je hoofd'

## Privé
Sinds 2019 vormt ze een koppel met haar Helden-collega Siegfried De Doncker. Ze hebben twee kinderen.

## Prijzen
- Gouden K voor Ketnet-programma van het jaar 2014 met Helden.
- Gouden K voor Band van het jaar 2014 met De KetnetBand.
- Ensor voor Beste Jeugdfilm met Helden van de Zee.
- Gouden K voor Film van het jaar 2016 met Helden van de zee.

Huidig (anno 2023):
Ulrike D'hauwer · Liam D'hert · Dorothee Dauwe · Tom De Cock · Jana De Wilde · Vincent Fierens · Yoren Linsen · Maxine Janssens · Nils Melckenbeeck · Loore Nelen · Regi Penxten · Jolien Roets · Emma Salden · Jan Thans · Maarten Vancoillie · Matthias Vandenbulcke · Paulien Van der Jeugt · Naomi Vanderpoorten · Vincent Vangeel · Liam Van Haverbeke · Dimitri Wouters
Voormalig (2001–2023):
Dorianne Aussems (2013–2014) · Rik Boey (2010–2013, 2015–2017) · Born (2015–2017) · Herbert Bruynseels (2001–2009) · Anke Buckinx (2007–2016) · Bab Buelens (2020) · Armin van Buuren (2021–2022) · Marcia Bwarody (2013–2017) · Joren Carels (2018–2020) · Séverine Champeaux (2013–2015) · Sam De Bruyn (2015–2020) · Erwin Deckers (2001–2008) · Jolien De Greef (2015) · Anneke De Keersmaeker (2002) · Felice Dekens (2011–2022) · Frederika Del Nero (2011–2012) · Nathalie Delporte (2001–2014) · Serge De Marre (2004–2015) · Eline De Munck (2012–2014) · Bart-Jan Depraetere (2001–2019) · Dries De Vis (2019–2020) · Inge De Vogelaere (2017–2020) · Sean Dhondt (2015–2023) · Elien D'hooge (2019–2021) · Yasmina El Messaoudi (2014–2015) · Evi Geysels (2010–2018) · Elizabeth Gesels (2016) · Violette Goemans (2015–2017) · Jenno Hallaert (2012–2015) · Wine Lauwers (2011–2019) · An Lemmens (2015–2019) · Kris Mannaerts (2006–2011) · Kristin Moers (2002–2003) · Marie Monballiu (2014–2021) · Sarah Mylle (2016–2020) · Johan Notebaert (2001–2002) · Wim Oosterlinck (2006–2020) · Sven Ornelis (2001–2016) · Hans Otten (2002–2003) · Xander Peeters (2011–2013) · Astrid Philips (2011–2014) · Elke Plancke (2012–2013) · Jarne Ponet (2023) · Alexandra Potvin (2001–2009) · Jarne Rediers (2021-2023) · Kürt Rogiers (2008–2015) · Thomas Rottier (2021-2023) · Carl Schmitz (2001–2014) · Elias Smekens (2013–2018) · Kenny Smet (2006–2011) · Toon Smet (2015–2018) · Sara Steegen (2011–2012) · Kenneth Stevens (2006–2016) · Loïc Thaler (2015-2016, 2018-2022) · Shalini Van den Langenbergh (2014–2018) · Julie Van den Steen (2021) · Joke van de Velde (2013–2015) · Elke Vanelderen (2005–2006) · Arne Vanhaecke (2015–2016) · Maureen Vanherberghen (2016–2023) · Elke Van Mello (2008–2010) · Francesca Vanthielen (2001–2002) · Erika Van Tielen (2006–2008) · Heidi Van Tielen (2015–2018) · Bjorn Verhoeven (2001–2012) · Peter Verhoeven (2001–2018) · Steffi Vertriest (2013–2015) · Kristien Wollants (2018–2020)